# Вартислав VII
Вартислав VII (убит в 1394/1395) — герцог Померании, правил с 1377 года до смерти в Слупске.

## Биография

### Ранние годы
Вартислав VII был сыном Богуслава V Великого, померанского герцога, правившего Вольгастом и Слупском (и по одной версии первой жены Елизаветы, дочери Казимира Великого, а по другой — от второй жены Аделаиды, дочери Эрнста Брауншвейг-Грубенгагенского).
После смерти Богуслава V в 1374 году, старший брат Казимир IV был опекуном Вартислава VII и других братьев: Богуслава VIII и Барнима. Герцог Казимир воспитывался как наследник при дворе деда Казимира Великого. После того как новым королём Польши стал Людовик Венгерский, он продолжил бороться за польский трон.

### Правление
В 1377 году Вартислав VII получил от брата Казимира Слупск. А после гибели в этом же году Казимира он претендовал как наследник на те земли что имел брат в Польше.
Польский король Людовик Великий, отказавшись передать Добжинскую землю Вартиславу и его братьям, присоединил её к короне. Вартислав VII вступил переговоры с Тевтонским Орденом. В 1386 году он и его брат Богуслав VIII заключили соглашение с Орденом: померанские герцоги должны были получить часть польских земель и крупную сумму денег. Но вскоре Вартислав VII с братьями приняли сторону Ягайло, а в 1390 году, принесли ему присягу на верность.
В 1392 году Вартислав VII отправился в Палестину, но из-за болезни поразившей его в Венгрии вернулся домой.
Герцог Вартислав VII был убит в 1394 или 1395 году.

### Семья и дети
В 1380 году Вартислав VII женился на Марии, дочери Генриха III, герцога Мекленбурга.
- Эрик I (ок 1381—1459) герцог Слупска в 1394—1397, король Норвегии в 1394—1439, король Швеции в 1397—1435, король Дании в 1412—1439. Муж Филиппы, дочери Генриха IV Английского.
- Катарина (ок 1390 — 4 марта 1426), жена с 1406/1407 Иоганна Пфальц-Ноймарктского. Мать Кристофера III Баварского